# Anomala vulcanicola
Anomala vulcanicola är en skalbaggsart som beskrevs av Ohaus 1897. Anomala vulcanicola ingår i släktet Anomala och familjen Rutelidae. Inga underarter finns listade i Catalogue of Life.